# Aurila monterreyensis
Aurila monterreyensis är en kräftdjursart som först beskrevs av Tage Skogsberg 1928.  Aurila monterreyensis ingår i släktet Aurila och familjen Hemicytheridae. Inga underarter finns listade.